# Eliminatoria a la Eurocopa Sub-16 1982
La Eliminatoria a la Eurocopa Sub-16 1982 fue disputada por 26 selecciones juveniles de Europa para definir a los 4 clasificados a la fase final del torneo a disputarse en Italia en el mes de mayo.

## Primera ronda

### Grupo 1
| Equipo 1 | Agr. | Equipo 2 | Ida | Vuelta |
| -------- | ---- | -------- | --- | ------ |
| Islandia | 2-7  | Escocia  | 1-3 | 1-4    |

### Grupo 2
| País      | J | G | E | P | GF | GC | GD  | Pts |
| --------- | - | - | - | - | -- | -- | --- | --- |
| Finlandia | 6 | 3 | 3 | 0 | 11 | 5  | +9  | 9   |
| Suecia    | 6 | 3 | 3 | 0 | 8  | 2  | +6  | 9   |
| Dinamarca | 6 | 1 | 3 | 2 | 6  | 7  | -1  | 5   |
| Noruega   | 6 | 0 | 1 | 5 | 3  | 14 | -11 | 1   |

| Equipo 1  | Resultado | Equipo 2  |
| --------- | --------- | --------- |
| Finlandia | 0-0       | Suecia    |
| Dinamarca | 0-0       | Suecia    |
| Suecia    | 2-2       | Finlandia |
| Noruega   | 2-3       | Finlandia |
| Dinamarca | 1-1       | Noruega   |
| Suecia    | 3-0       | Dinamarca |
| Finlandia | 3-0       | Noruega   |
| Suecia    | 2-0       | Noruega   |
| Finlandia | 2-0       | Dinamarca |
| Dinamarca | 1-1       | Finlandia |
| Noruega   | 0-1       | Suecia    |
| Noruega   | 0-4       | Dinamarca |

### Grupo 3
| País             | J | G | E | P | GF | GC | GD  | Pts |
| ---------------- | - | - | - | - | -- | -- | --- | --- |
| Alemania Federal | 6 | 5 | 1 | 0 | 22 | 1  | +21 | 11  |
| Bélgica          | 6 | 2 | 3 | 1 | 4  | 5  | -1  | 7   |
| Países Bajos     | 6 | 2 | 2 | 2 | 13 | 10 | +3  | 6   |
| Luxemburgo       | 6 | 0 | 0 | 6 | 1  | 24 | -23 | 0   |

| Equipo 1         | Resultado | Equipo 2         |
| ---------------- | --------- | ---------------- |
| Luxemburgo       | 0-5       | Alemania Federal |
| Alemania Federal | 3-0       | Bélgica          |
| Bélgica          | 1-0       | Luxemburgo       |
| Países Bajos     | 8-0       | Luxemburgo       |
| Países Bajos     | 1-1       | Bélgica          |
| Bélgica          | 1-1       | Países Bajos     |
| Alemania Federal | 7-0       | Luxemburgo       |
| Luxemburgo       | 0-1       | Bélgica          |
| Países Bajos     | 0-3       | Alemania Federal |
| Luxemburgo       | 1-2       | Países Bajos     |
| Alemania Federal | 4-1       | Países Bajos     |
| Bélgica          | 0-0       | Alemania Federal |

### Grupo 4
| País                 | J | G | E | P | GF | GC | GD | Pts |
| -------------------- | - | - | - | - | -- | -- | -- | --- |
| Alemania Democrática | 6 | 3 | 2 | 1 | 6  | 4  | +2 | 8   |
| Checoslovaquia       | 6 | 3 | 2 | 1 | 11 | 4  | +7 | 8   |
| Austria              | 6 | 0 | 4 | 2 | 1  | 4  | -3 | 4   |
| Polonia              | 6 | 1 | 2 | 3 | 2  | 8  | -6 | 4   |

| Equipo 1             | Resultado | Equipo 2             |
| -------------------- | --------- | -------------------- |
| Austria              | 1-1       | Checoslovaquia       |
| Checoslovaquia       | 2-0       | Austria              |
| Austria              | 0-1       | Alemania Democrática |
| Alemania Democrática | 1-0       | Polonia              |
| Checoslovaquia       | 1-2       | Alemania Democrática |
| Polonia              | 0-4       | Checoslovaquia       |
| Austria              | 0-0       | Polonia              |
| Polonia              | 0-0       | Austria              |
| Alemania Democrática | 1-1       | Checoslovaquia       |
| Alemania Democrática | 0-0       | Austria              |
| Checoslovaquia       | 2-0       | Polonia              |
| Polonia              | 2-1       | Alemania Democrática |

### Grupo 5
| País            | J | G | E | P | GF | GC | GD  | Pts |
| --------------- | - | - | - | - | -- | -- | --- | --- |
| Unión Soviética | 4 | 3 | 0 | 1 | 12 | 4  | +8  | 6   |
| Hungría         | 4 | 3 | 0 | 1 | 6  | 4  | +2  | 6   |
| Rumania         | 4 | 0 | 0 | 4 | 2  | 12 | -10 | 0   |

| Equipo 1        | Resultado | Equipo 2        |
| --------------- | --------- | --------------- |
| Unión Soviética | 3-0       | Hungría         |
| Hungría         | 2-1       | Unión Soviética |
| Rumania         | 0-1       | Unión Soviética |
| Unión Soviética | 7-2       | Rumania         |
| Hungría         | 3-0       | Rumania         |
| Rumania         | 0-1       | Hungría         |

### Grupo 6
| País       | J | G | E | P | GF | GC | GD | Pts |
| ---------- | - | - | - | - | -- | -- | -- | --- |
| Yugoslavia | 4 | 2 | 1 | 1 | 2  | 1  | +1 | 5   |
| Grecia     | 4 | 2 | 0 | 2 | 2  | 2  | 0  | 4   |
| Bulgaria   | 4 | 1 | 1 | 2 | 1  | 2  | -1 | 3   |

| Equipo 1   | Resultado | Equipo 2   |
| ---------- | --------- | ---------- |
| Yugoslavia | 1-0       | Bulgaria   |
| Grecia     | 1-0       | Yugoslavia |
| Yugoslavia | 1-0       | Grecia     |
| Bulgaria   | 1-0       | Grecia     |
| Bulgaria   | 0-0       | Yugoslavia |
| Grecia     | 1-0       | Bulgaria   |

### Grupo 7
| País     | J | G | E | P | GF | GC | GD | Pts |
| -------- | - | - | - | - | -- | -- | -- | --- |
| Francia  | 4 | 2 | 1 | 1 | 5  | 3  | +2 | 5   |
| España   | 4 | 2 | 0 | 2 | 8  | 6  | +2 | 4   |
| Portugal | 4 | 1 | 1 | 2 | 2  | 6  | -4 | 3   |

| Equipo 1 | Resultado | Equipo 2 |
| -------- | --------- | -------- |
| España   | 5-1       | Portugal |
| España   | 1-2       | Francia  |
| Portugal | 1-0       | Francia  |
| Francia  | 0-0       | Portugal |
| Francia  | 3-1       | España   |
| Portugal | 0-1       | España   |

### Grupo 8
| País   | J | G | E | P | GF | GC | GD  | Pts |
| ------ | - | - | - | - | -- | -- | --- | --- |
| Italia | 4 | 4 | 0 | 0 | 19 | 3  | +16 | 8   |
| Suiza  | 4 | 2 | 0 | 2 | 17 | 9  | +8  | 4   |
| Malta  | 4 | 0 | 0 | 4 | 1  | 25 | -24 | 0   |

| Equipo 1 | Resultado | Equipo 2 |
| -------- | --------- | -------- |
| Malta    | 1-6       | Suiza    |
| Malta    | 0-5       | Italia   |
| Italia   | 5-1       | Suiza    |
| Suiza    | 8-0       | Malta    |
| Suiza    | 2-3       | Italia   |
| Italia   | 6-0       | Malta    |

## Cuartos de final
| Equipo 1             | Agr.        | Equipo 2         | Ida | Vuelta |
| -------------------- | ----------- | ---------------- | --- | ------ |
| Finlandia            | 3-2         | Escocia          | 1-2 | 2-0    |
| Alemania Democrática | 3-4         | Alemania Federal | 1-1 | 2-3    |
| Francia              | 2-5         | Italia           | 2-2 | 0-3    |
| Unión Soviética      | 2-2 (3-4 p) | Yugoslavia       | 2-0 | 0-2    |